# Gentiana pneumonanthe
La genciana de turbera (Gentiana pneumonanthe) es una especie de genciana (Gentiana).

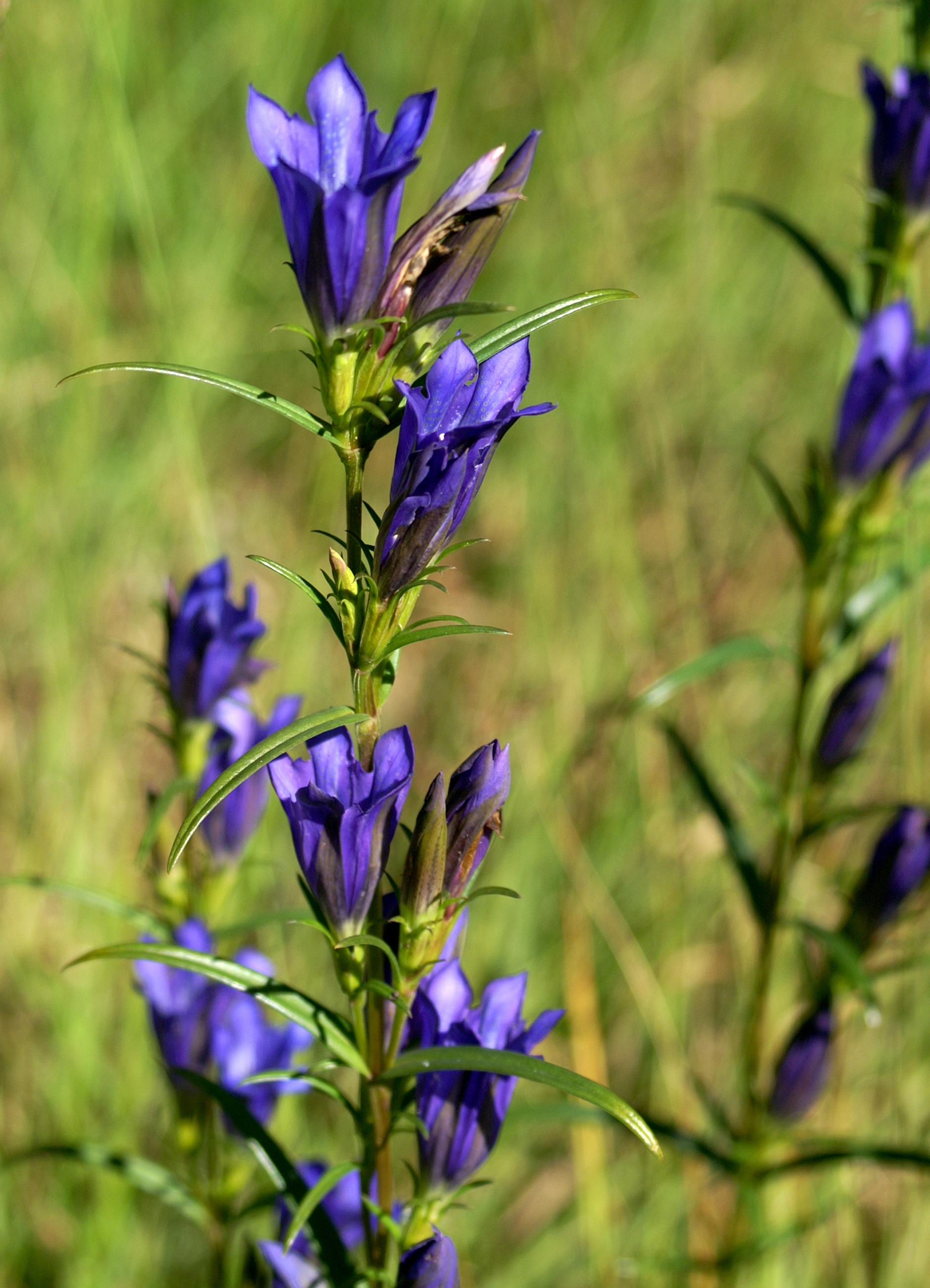
Inflorescencia

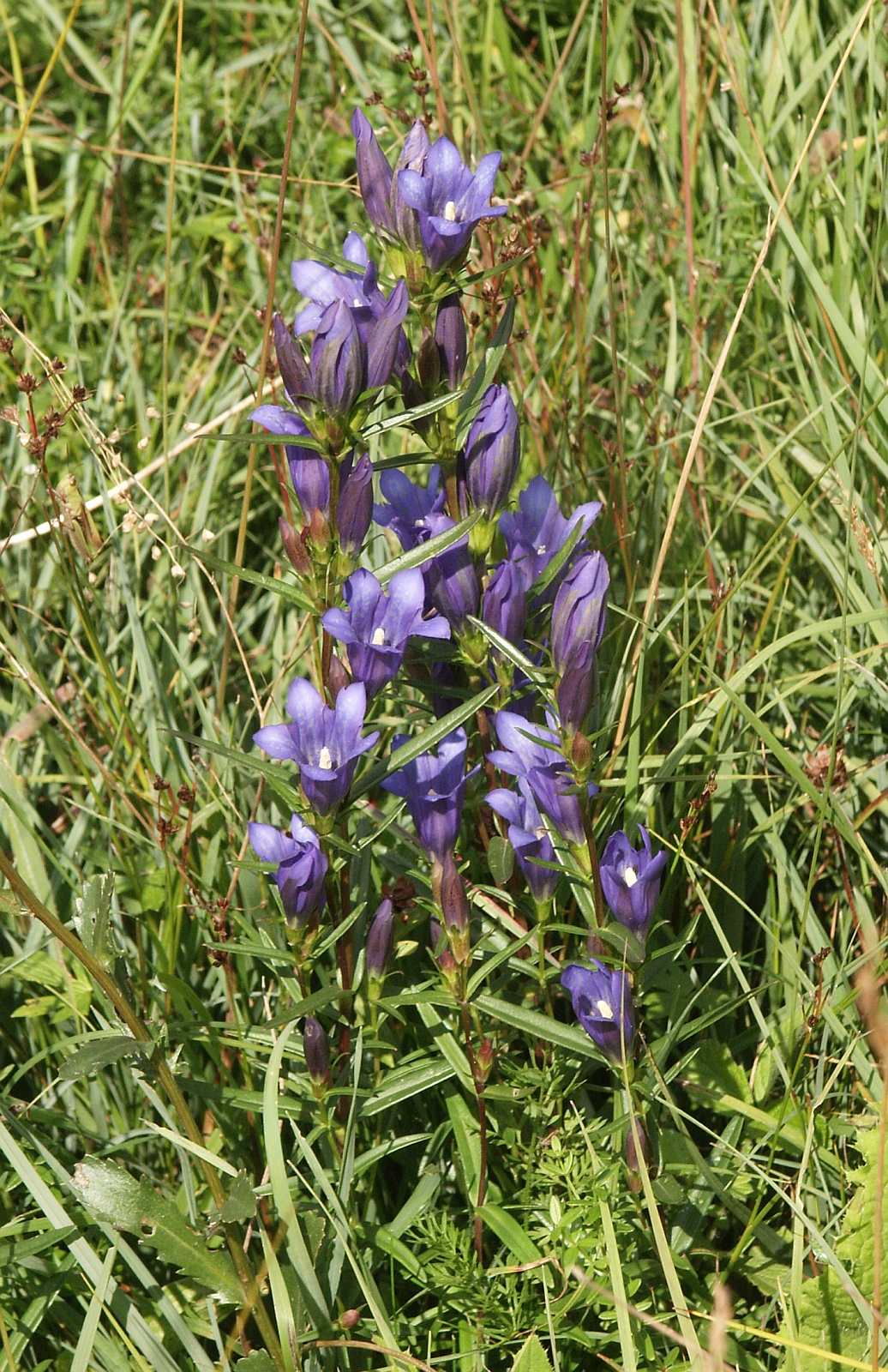
En su hábitat

## Descripción
Es una planta perenne de tallos delgados y erectos de hasta 4 dm . Hojas lineales a ovado-lanceoladas, uninerves, sentadas. Flores azules con líneas verdosas, de 3-5 cm de largo, con lóbulos pequeños y agudos entre los lóbulos de los pétalos, normalmente en una inflorescencia terminal. Cáliz de lóbulos lineal-lanceolados, aproximadamente igual de largos que el tubo del cáliz. Florece de julio a octubre. Es la planta nutricia de la oruga de la mariposa Phengaris alcon.

## Distribución y hábitat
Habita en lugares muy húmedos, brezales, turberas en gran parte de Europa. En España puede encontrarse en la Sierra de Gredos en La Serrota y en el norte de España.

## Curiosidad
Hay una genciana en el anverso de la moneda de Austria de € 0,01 euros. 

## Taxonomía
Gentiana pneumonanthe fue descrita por Carlos Linneo y publicado en Species Plantarum 1: 329. 1753.
Etimología
Gentiana: Según Plinio el Viejo y Dioscórides, su nombre deriva del de Gentio, rey de Iliria en el siglo II a. C., a quien se atribuía el descubrimiento del valor curativo de la Gentiana lutea. El Banco de Albania ha recogido esta tradición: la Gentiana lutea está representada en el reverso del billete de 2000 lekë albaneses, emitido en 2008, en cuyo anverso figura el rey Gentio.
pneumonanthe: epíteto latíno que significa "flor de pulmón".
Citología
Número de cromosomas de Gentiana pneumonanthe (Fam. Gentianaceae) y táxones infraespecíficos = Gentiana pneumonanthe L.: 2n=26.
Sinonimia
- Gentiana nopcsae Jáv.
- Pneumonanthe vulgaris F.W.Schmidt[6]
- Gentiana macrocarpophora St.-Lag.
- Pneumonanthe angustifolia Delarbre [nom. illeg.]
- Pneumonanthe angustifolia Gilib.[8]
- Ciminalis pneumonanthe Borkh.
- Ciminalis pseudopneumonanthe Bercht. & J.Presl
- Ciminalis vulgaris Bercht. & J.Presl
- Dasystephana pneumonanthe (L.) J.Sojak
- Dasystephana pneumonanthe (L.) Zuev
- Gentiana adrianii Sennen & Elias
- Gentiana eonae Halda
- Gentiana linearifolia Lam.
- Gentiana linifolia Salisb.
- Gentiana manginii Sennen
- Gentiana palustris St.-Lag.
- Gentiana pneumonanthoides Wender.
- Gentiana pneumonanthoides Schur
- Gentiana reyesii Sennen & Elias
- Gentianusa pneumonanthe (L.) Pohl
- Pneumonanthe media Raf.
- Pneumonanthe minor Raf.[9]

## Nombre común
- Castellano: cáliz de la aurora, genciana de turbera.[6]